# 慶亮
慶亮（？—？），杭州駐防蒙古鑲黃旗成福佐領下人，繙譯鄉試中式舉人，咸豐三年癸丑科繙譯會試中式進士，同治六年三月補平定直隸州知州，同治七年，補修城隍廟，同年，暨郡人添祀郡優貢生張穆於崇賢堂，同治十年派州紳勸捐補修州署內宅。曾任遼州直隸州知州。